# Col (Szlovénia)
Col (olaszul: Zolla, németül: Zoll), falu Szlovéniában, a Goriška statisztikai régióban, a Vipava-völgyben. Közigazgatásilag Ajdovščinához tartozik. A településen egy ókori római útvonal vezet keresztül.

## Nevének eredete
A településről szóló első írásos emlékek Zoll oder Podgweld, illetve Zoll oder Podgwelb néven említik 1763-1787 körül. A település szlovén neve a német vám, azaz zoll szóból származik. Col hagyományosan a Habsburg Birodalom Karniola és Gorizia tartományai közt húzódó határ mentén feküdt, ezért vámszedő hely volt.
A falu templomát Szent Leó tiszteletére emelték és a Koperi egyházmegyéhez tartozik.

## Fordítás
- Ez a szócikk részben vagy egészben  a   Col, Ajdovščina című angol Wikipédia-szócikk ezen változatának fordításán alapul.  Az eredeti cikk szerkesztőit annak laptörténete sorolja fel. Ez a jelzés csupán a megfogalmazás eredetét és a szerzői jogokat jelzi, nem szolgál a cikkben szereplő információk forrásmegjelöléseként.